# رضا رضوی
رضا رضوی (زادهٔ ۲۸ مرداد ۱۳۴۳ - تهران) بازیگر سینما و تلویزیون اهل ایران است.

## فیلم‌شناسی

### سینما
- انعکاس (۱۳۸۷)
- یوسف پیامبر (۱۳۸۶)
- مریم مقدس (۱۳۷۹)
- همسر دلخواه من (۱۳۷۹)
- اعتراض (۱۳۷۸)

### تلویزیون
- ترور (۱۳۷۴)
- مردان آنجلس (۱۳۷۵)
- یوسف پیامبر (۸۸–۱۳۸۷)
- دایره تردید(۱٣٨۳)
- مختارنامه(۱۳۸۹)
- نوشدارو(۱۳۹۱)

تله فیلم بلوط های سرخ